# Hans Böhn
Hans Böhn (ur. 23 września 1907, zm. 12 listopada 1948 w Landsberg am Lech) – zbrodniarz hitlerowski, członek załogi obozu koncentracyjnego Mauthausen-Gusen i SS-Scharführer.
Pełnił służbę w kompleksie obozowym Mauthausen-Gusen od 1942 do marca 1945. Początkowo do lutego 1944 w obozie głównym, a następnie w podobozie Gusen II. W tym ostatnim obozie Böhn kierował największym kommandem więźniarskim, które pracowało w tunelach Messerschmitta w St. Georgen an der Gusen. Warunki panujące w tym kommandzie były fatalne. Za kierownictwa Böhna zginęło tam około 3 tysiące więźniów. Wielu wolało popełnić samobójstwo niż dalej znosić tortury strażników i kapo, głód, zimno czy choroby. Böhn zachęcał nadzorców do katowania więźniów, sam też ich  maltretował, czasem ze skutkiem śmiertelnym.
Skazany w procesie załogi Mauthausen-Gusen (US vs. Hans Böhn i inni) na karę śmierci przez powieszenie przez amerykański Trybunał Wojskowy w Dachau. Został stracony w więzieniu Landsberg w listopadzie 1948.